# Vildledt Elskov
Vildledt Elskov er en dansk stum dramafilm fra 1911 produceret af Nordisk Films Kompagni og instrueret af August Blom. Filmen er en genindspilning af Bioramas film Sparekassebogen, som havde haft premiere i marts 1911. 
Nordisk Films udgave af filmen havde premiere den 3. juli 1911 i Panoptikon Teatret, og blev i tysktalende lande distribueret som Getäuschte Liebe og i fransktalende lande som Le Livret de Caisse D'Épargne.

## Handling
Den unge bankdirektørdatter Ellen sætter penge i banken på en sparekassebog. En ung mand af bedre familie, men med slette vaner, Charles, lægger mærke til Ellen, der sætter penge i banken, og lægger en plan. Han planlægger et overfald på Ellen, så han kan træde til som "redningsmand". Planen lykkes, og bankdirektørdatteren og hendes forældre, bliver betagede af den unge redningsmand. Betaget er dog ikke vennen Poul, der har været som en bror for Kate, og som synes, der er noget skummelt ved Charles. Charles får dog ikke bankdirektørens samtykke til ægteskab, og han får så lokket Ellen til at flygte med ham, og minder hende og at tage sparekassebogen med sig. Poul har dog overhørt en samtale, som Charles har haft, og sammenhængen er herefter gået op for Poul, der går til politiet. Politiet dukker op i sidste øjeblik, og Charles arresteres, og Poul og Ellen kan få hinanden.

## Medvirkende
- Otto Lagoni – Bankdirektøren
- Ella la Cour – Bankdirektørens hustru
- Clara Wieth – Ellen (i andre filmprogrammer kaldet Betty), bankdirektørens datter
- Richard Christensen – Studenten Poul, datterens tilbeder
- Lau Lauritzen Sr. – Charles
- Julie Henriksen -Fabrikspigen
- Emilie Sannom, Tjenestepige
- Svend Cathala
- Gudrun Bruun Stephensen
- Frederik Jacobsen
- Axel Schultz
- Franz Skondrup
- Povl Vendelbo
- Frederik Jacobsen
- Edmund Østerbye
- Doris Langkilde
- Maggi Zinn
- Frk. Samson